# Ryō Hirohashi
Ryō Hirohashi (広橋 涼, Hirohashi Ryō, nacido el 5 de agosto de 1977) es una actriz de doblaje japonesa afiliada a Aoni Production. Ella principalmente da voz a niñas y niños pequeños. Es conocida por interpretar a Miles "Tails" Prower en la serie Sonic the Hedgehog y a Kyō Fujibayashi en CLANNAD.

## Biografía
Hirohashi nació en la prefectura de Niigata, siendo el hogar de su familia un templo budista. Por motivos familiares, asistió a la Universidad Ryukoku en Kyoto, una universidad budista, pero a mediados de su primer año, sus padres le dijeron que podía hacer lo que quisiera, incluso si no estaba relacionado con el budismo, por lo que ella buscó lo que quería hacer. Durante su segundo año, recordó un programa de radio que solía escuchar en la escuela secundaria y se interesó en la actuación de voz, por lo que asistió a la Escuela de Entrenamiento Aoni de Osaka mientras asistía a la universidad al mismo tiempo. La personalidad de la radio que había escuchado en la escuela secundaria era una actriz de doblaje, por lo que al enterarse de que existía ese trabajo, decidió convertirse ella misma en una actriz de doblaje.
Se graduó de la clase 16 de Aoni Coaching School Osaka e hizo su debut como actor de doblaje en Aquarian Age: Sign for Evolution en 2002. En febrero de 2007, su perfil se publicó en la página de lista de graduados en el sitio web oficial de Aoni Coaching. Escuela Osaka.

## Filmografía

### Animes
| Año  | Anime                                       | Rol                        | Nota |
| ---- | ------------------------------------------- | -------------------------- | --- |
| 2002 | Ai Yori Aoshi                               | Mihori-san                 | |
| 2002 | Akuerian Eiji Signo de Evolución            | Chica C                    | Episodio 3 |
| 2002 | Haibane Renmei                              | Rakka                      | |
| 2002 | Varanoir Reino del Caos El Universo         | Ryuto                      | |
| 2003 | Uchuu no Stellvia                           | Kazamatsuri Rinna          | |
| 2003 | Kareido Suta                                | Sora Naegino               | |
| 2003 | Sonic X                                     | Tails, Cheese              | |
| 2004 | Area 88                                     | Kim Aba                    | |
| 2004 | Sgt. Frog                                   | Koyuki Azumaya             | |
| 2004 | Tweeny Witches                              | Eva                        | |
| 2005 | Magical Canan                               | Chihaya Hiiragi            | |
| 2005 | Negima                                      | Anya                       | |
| 2005 | Aria the Animation                          | Alice Carroll              | [ 2 ] |
| 2005 | Pani Poni Dash!                             | Suzune Shiratori           | |
| 2005 | Solty Rei                                   | Integra Martel             | |
| 2006 | Aria the Natural                            | Alice Carroll              | [ 3 ] |
| 2006 | Kamisama Kazoku                             | Lulu                       | |
| 2006 | Fushigiboshi no Futagohime Gyu!             | Tanba RIn                  | |
| 2006 | Coyote Ragtime Show                         | Franca                     | |
| 2007 | Romeo x Juliet                              | Antonio                    | [ 4 ] |
| 2007 | Bakugan Battle Brawlers                     | Marucho                    | |
| 2007 | Shining Tears X Wind                        | Elwyn                      | |
| 2007 | Moribito: Guardian of the Spirit            | Saya                       | |
| 2007 | Baccano!                                    | Chane Laforet              | |
| 2007 | Bamboo Blade                                | Tamaki Kawazoe             | |
| 2007 | CLANNAD                                     | Kyō Fujibayashi            | [ 5 ] |
| 2007 | KimiKiss Pure Rouge                         | Asuka Sakino               | |
| 2008 | Aria the Origination                        | Alice Carroll              | |
| 2008 | Kyōran Kazoku Nikki                         | Hyōka Midarezaki           | |
| 2008 | Akaneiro ni Somaru Saka                     | Shiraishi Nagomi           | |
| 2008 | CLANNAD After Story                         | Kyō Fujibayashi            | [ 6 ] |
| 2009 | Akikan!                                     | Misaki Miyashita           | |
| 2009 | Pandora Hearts                              | Echo/Zwei                  | |
| 2009 | Bakugan Battle Brawlers: New Vestroia       | Marucho                    | |
| 2009 | Denpateki na Kanojo                         | Ame Ochibana               | |
| 2009 | Taishō Baseball Girls                       | Tamaki Ishigaki            | |
| 2009 | Kanamemo                                    | Yume Kitaoka               | |
| 2009 | Tatakau Shisho                              | Kyasariro Totona           | |
| 2010 | Katanagatari                                | Pengin Maniwa              | |
| 2010 | Ichiban Ushiro no Dai Maō                   | Lily Shiraishi             | |
| 2010 | Working!!                                   | Aoi Yamada                 | |
| 2010 | Star Driver: Kagayaki no Takuto             | Marino Yō                  | |
| 2011 | Bakugan Battle Brawlers: Gundalian Invaders | Marucho                    | |
| 2011 | Astarotte no Omocha!                        | Unnbjörg "Yuna" Signar     | |
| 2011 | Double-J                                    | Shizuma Sanada, Uguisu Jou | |
| 2011 | Working'!!                                  | Aoi Yamada                 | |
| 2011 | Tamayura ~hitotose~                         | Komachi Shinoda            | |
| 2012 | Sengoku Collection                          | Hōjō Sōun                  | |
| 2012 | Nazo no Kanojo X                            | Ayuko Oka                  | |
| 2012 | Shining Hearts: Shiawase no Pan             | Rouna, Ranah               | [ 7 ] |
| 2012 | Hyōka                                       | Mamiko Senoue              | |
| 2013 | Cardfight!! Vanguard: Link Joker            | Nagisa Daimonji            | |
| 2013 | Tamayura: More Aggressive                   | Komachi Shinoda            | |
| 2013 | Servant x Service                           | Daisy                      | Episodio 8 |
| 2013 | Gundam Build Fighters                       | Susumu Sazaki              | |
| 2014 | Hōzuki no Reitetsu                          | Kodama                     | |
| 2014 | Mobile Suit Gundam-san                      | Kycilia-tan                | |
| 2014 | Gugure! Kokkuri-san                         | Kohina Ichimatsu           | |
| 2014 | Gundam Build Fighters Try                   | Kaoruko Sazaki             | |
| 2014 | Sailor Moon Crystal                         | Luna                       | ONA, Temporadas 1 y 2 (arco del Reino Oscuro y arco de la Luna Negra) Anime de TV, temporada 3 (arco de Death Busters) |
| 2015 | Gintama°                                    | Soyo Tokugawa              | |
| 2015 | Koufuku Graffiti                            | Madre de Kirin             | |
| 2015 | Working!!!                                  | Aoi Yamada                 | |
| 2015 | World Trigger                               | Sayoko Shiki               | |
| 2016 | My Hero Academia                            | Minoru Mineta              | |
| 2016 | Digimon Universe: Appli Monsters            | Takeru Wato                | |
| 2017 | Boku no Hero Academia Season 2              | Minoru Mineta              | |
| 2018 | Bakutsuri Bar Hunter                        | Totta Tachitsute           | |
| 2018 | My Hero Academia Season 3                   | Minoru Mineta              | |
| 2018 | Free! Dive to the Future                    | Ayumu Kunikida             | |
| 2019 | 7 Seeds                                     | Momotaro Nobi              | |
| 2021 | Kaginado                                    | Kyō Fujibayashi            | [ 8 ] |
| 2021 | World Trigger Season 3                      | Yukari Obishima            | |
| 2022 | Kaginado 2nd Season                         | Kyō Fujibayashi            | |

Animes con fecha desconocida
- Ar tonelico Qoga: Knell of Ar Ciel – Katene
- Fragile: Sayonara Tsuki no Haikyo – Sai
- Koumajou Densetsu II: Stranger's Requiem – Youmu Konpaku
- Otomedius – Tita Nium
- Pokémon: Twilight Wings - Allister
- Rune Factory Oceans – Merupurin
- WarTech: Senko No Ronde – Ernula
- Wrestle Angels: Survivor – Succubus Manabe
- Zettai Zetsumei Toshi 3 – Rina Makimura
- Nayuta no Kiseki – Lyra
- Hyperdimension Neptunia U – Dengekiko
- Granblue Fantasy – Sen

### Películas
| Año  | Película                                                                            | Rol                  | Notas                                                                               |
| ---- | ----------------------------------------------------------------------------------- | -------------------- | ----------------------------------------------------------------------------------- |
| 2006 | Keroro Gunsō the Super Movie                                                        | Koyuki Azumaya       |                                                                                     |
| 2007 | Keroro Gunsō the Super Movie 2: The Deep Sea Princess                               | Koyuki Azumaya       |                                                                                     |
| 2008 | Keroro Gunso the Super Movie 3: Keroro vs. Keroro Great Sky Duel                    | Koyuki Azumaya       |                                                                                     |
| 2009 | Keroro Gunsō the Super Movie 4: Crushing Invasion, Dragon Warriors                  | Koyuki Azumaya       |                                                                                     |
| 2010 | Keroro Gunsō the Super Movie 5: Creation! Ultimate Keroro, Wonder Space-Time Island | Koyuki Azumaya       |                                                                                     |
| 2014 | Space Battleship Yamato 2199: Odyssey of the Celestial Ark                          | Milt Evans           |                                                                                     |
| 2018 | My Hero Academia: Two Heroes                                                        | Minoru Mineta        |                                                                                     |
| 2019 | My Hero Academia: Heroes Rising                                                     | Minoru Mineta        |                                                                                     |
| 2021 | Pretty Guardian Sailor Moon Eternal                                                 | Luna                 | Película de 2 partes, Temporada 4 de Sailor Moon Crystal (arco de Dead Moon Circus) |
| 2021 | Aria the Crepusculo                                                                 | Alice Carroll        |                                                                                     |
| 2022 | Sonic the Hedgehog 2                                                                | Miles "Tails" Prower |                                                                                     |
| 2023 | Pretty Guardian Sailor Moon Cosmos: The Movie                                       | Luna                 | Película de 2 partes, Temporada 5 de Sailor Moon Crystal (arco de Shadow Galactica) |

### Videojuegos
| Año  | Videojuego                     | Rol                                   |
| ---- | ------------------------------ | ------------------------------------- |
| 2002 | Rockman Zero                   | Alouette                              |
| 2003 | Sonic the Hedgehog Saga        | Miles "Tails" Prower, Cheese, Chocola |
| 2003 | Tales of Symphonia             | Chocolate                             |
| 2003 | Venus & Braves                 | Finney                                |
| 2004 | CLANNAD (Novela VIsual)        | Kyō Fujibayashi                       |
| 2004 | Shining series                 | Elwing                                |
| 2005 | Critical Velocity              | Pat                                   |
| 2005 | Tales of Legendia              | Shirley Fennes                        |
| 2005 | Wild Arms 4                    | Fiore/Asia                            |
| 2006 | Rockman ZX                     | Prairie                               |
| 2007 | One Piece: Unlimited Adventure | Popora                                |
| 2007 | Enchanted Arms                 | Yuki                                  |
| 2010 | God Eater Burst                | Kanon Daiba                           |
| 2011 | Rhythm Heaven Fever            | Cam                                   |
| 2013 | God Eater 2                    | Kanon Daiba                           |
| 2016 | Granblue Fantasy               | Sen                                   |
| 2017 | Xenoblade Chronicles 2         | Pandoria                              |
| 2019 | Arknights                      | Shaw / Jessica                        |
| 2021 | Blue Archive                   | Hina Sorasaki                         |
| 2021 | Shin Megami Tensei V           | Miyazu Atsuta                         |
| 2021 | Cookie Run: Kingdom            | Tails Cookie                          |